# Dar Tichitt
Koordinaten: 18° 21′ 43″ N, 9° 9′ 13″ W
Dar Tichitt (auch Dhar Tichitt) ist eine Region mit einer Reihe archäologischer Fundplätze aus dem Neolithikum im Süden von Mauretanien. Hier fand Patrick J. Munson die ältesten Belege für Landwirtschaft am Südrand der westlichen Sahara. Sie stehen in Zusammenhang mit einer aus der Nigerregion zugewanderte Bevölkerung. 
Die ersten Siedlungen, die der so genannten Naghez-Phase (1200–1000 v. Chr.) zugerechnet werden, bestanden aus durch breite Pfade miteinander verbundenen, runden Gehöften. Obwohl man Rinder- und Ziegenherden hielt, spielten der Fischfang, zum Teil auch die Jagd und das Sammeln wilder Grasarten eine wichtige Rolle. In diese Zeit fällt auch die Domestizierung von Hirse, Reis, Sorghum, Süßkartoffeln und Palmenfrüchten.
Als Werkzeuge benutzte man Steinbeile, steinerne Pfeilspitzen und Hohlmeißel. Auch Keramik benutzte man. Während der Chebka-Phase (1000–700 v. Chr.) ließ Regenmangel die Seen austrocknen. Fischfang war nicht mehr möglich, doch man betrieb weiterhin Tierzucht, und obwohl man weiterhin Wildgräser sammelte, fehlt es nicht an Belegen für den Hirseanbau. Die Bauweise veränderte sich während der Chebka-Phase nicht. Man versah die ins Bergland verlegten Ansiedlungen aber mit Schutzmauern und festen Toren, was auf den wachsenden Druck von Nomaden (Berber) zurückgeführt wird. Die jüngste Phase (Akanjeir-Phase, 700–300 v. Chr.) brachte weitere Klimaverschlechterung und das Ende der Besiedlung.